# Histoire de la ville de Liège
Pour un article plus général, voir Liège.
 (février 2012).
Si vous disposez d'ouvrages ou d'articles de référence ou si vous connaissez des sites web de qualité traitant du thème abordé ici, merci de compléter l'article en donnant les références utiles à sa vérifiabilité et en les liant à la section « Notes et références ».
 (juillet 2023).
La mise en forme du texte ne suit pas les recommandations de Wikipédia : il faut le « wikifier ».
Les points d'amélioration suivants sont les cas les plus fréquents. Le détail des points à revoir est peut-être précisé sur la page de discussion.
- Les titres sont pré-formatés par le logiciel. Ils ne sont ni en capitales, ni en gras.
- Le texte ne doit pas être écrit en capitales (les noms de famille non plus), ni en gras, ni en italique, ni en « petit »…
- Le gras n'est utilisé que pour surligner le titre de l'article dans l'introduction, une seule fois.
- L'italique est rarement utilisé : mots en langue étrangère, titres d'œuvres, noms de bateaux, etc.
- Les citations ne sont pas en italique mais en corps de texte normal. Elles sont entourées par des guillemets français : « et ».
- Les listes à puces sont à éviter, des paragraphes rédigés étant largement préférés. Les tableaux sont à réserver à la présentation de données structurées (résultats, etc.).
- Les appels de note de bas de page (petits chiffres en exposant, introduits par l'outil «  Source ») sont à placer entre la fin de phrase et le point final[comme ça].
- Les liens internes (vers d'autres articles de Wikipédia) sont à choisir avec parcimonie. Créez des liens vers des articles approfondissant le sujet. Les termes génériques sans rapport avec le sujet sont à éviter, ainsi que les répétitions de liens vers un même terme.
- Les liens externes sont à placer uniquement dans une section « Liens externes », à la fin de l'article. Ces liens sont à choisir avec parcimonie suivant les règles définies. Si un lien sert de source à l'article, son insertion dans le texte est à faire par les notes de bas de page.
- La présentation des références doit suivre les conventions bibliographiques. Il est recommandé d'utiliser les modèles {{Ouvrage}}, {{Chapitre}}, {{Article}}, {{Lien web}} et/ou {{Bibliographie}}. Le mode d'édition visuel peut mettre en forme automatiquement les références.
- Insérer une infobox (cadre d'informations à droite) n'est pas obligatoire pour parachever la mise en page.

Pour une aide détaillée, merci de consulter Aide:Wikification.
Si vous pensez que ces points ont été résolus, vous pouvez retirer ce bandeau et améliorer la mise en forme d'un autre article.

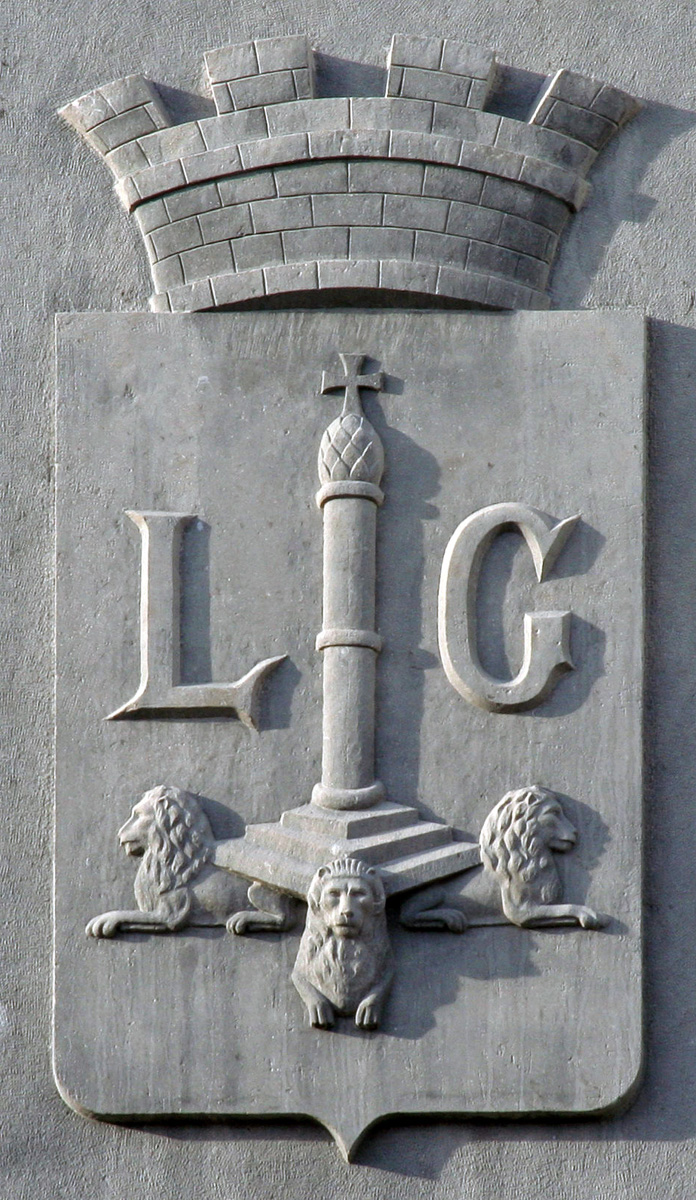
Blason de Liège

Liège est aujourd'hui le chef-lieu de la province de Liège et fait partie de l'Eurorégion Meuse-Rhin. Elle possède la plus grande agglomération en Région wallonne. Elle a par le passé été capitale d'une principauté puis d'une république. Sa position géographique entre la France, le Saint-Empire romain germanique et plus tard l'Allemagne, fait qu'elle a vécu une histoire très mouvementée.

## Origines de la ville

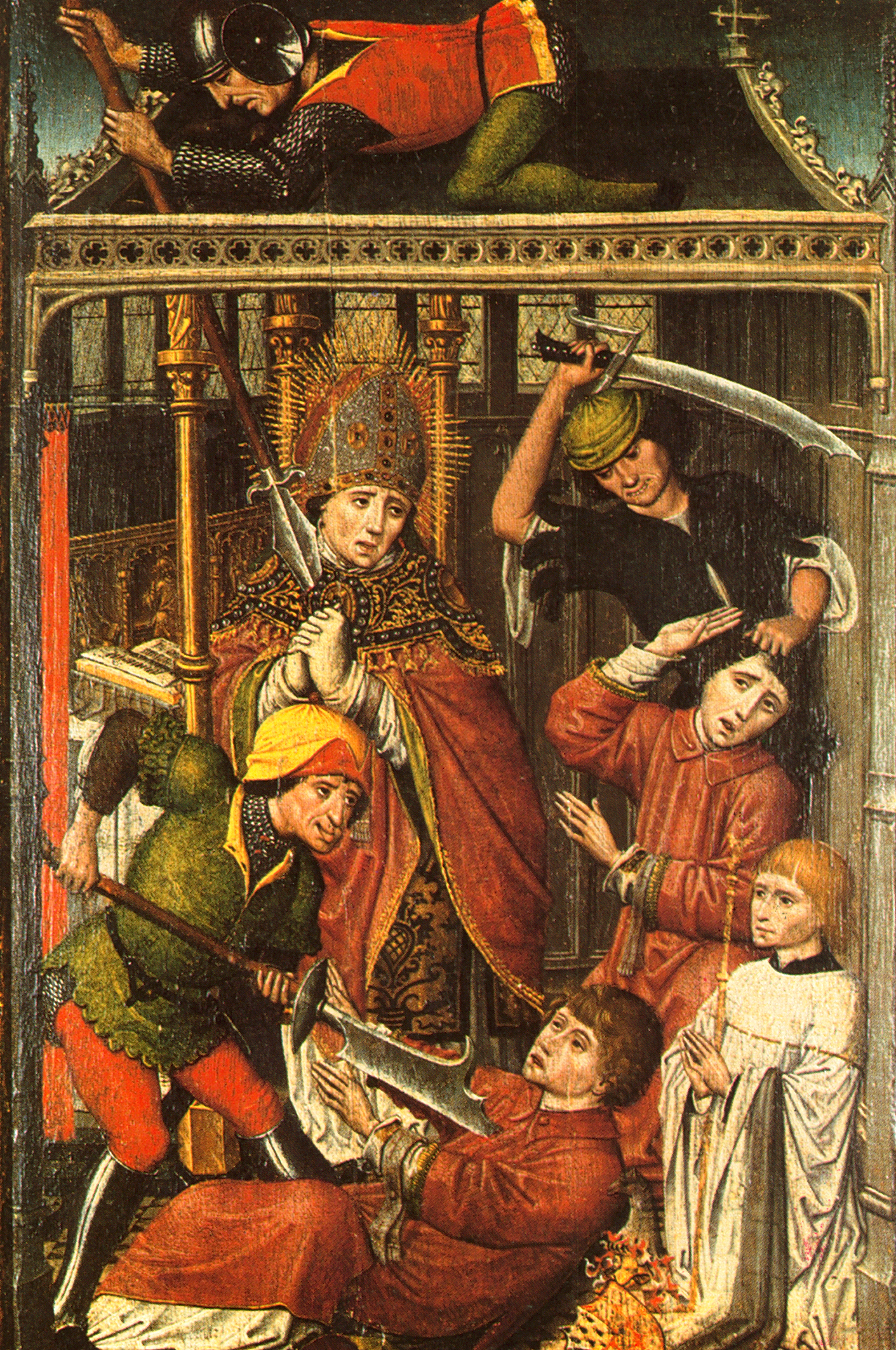
L'assassinat de Saint-Lambert

### Préhistoire
Les recherches archéologiques réalisées dans le sol de la place Saint-Lambert ont permis de dater au paléolithique les premières traces d'occupation du site par l'homme. Au cours de ces fouilles de nombreux témoignages de peuplement ont été mis au jour et cette occupation humaine paraît avoir été continue à travers la préhistoire. Ce peuplement préhistorique ne s'est d'ailleurs pas limité à cette partie de la vallée. Sur les hauteurs, boisées à cette époque on retrouve aussi des traces d'occupation (Sainte-Walburge, Cointe, Fragnée, Thier-à-Liège).

### Époque gallo-romaine
Mais la découverte principale a été celle de la villa romaine, en 1907, sur le site de l'actuelle place Saint-Lambert. Cette villa est remarquable par la présence d'un hypocauste, un ingénieux dispositif qui pouvait à la fois servir à chauffer des établissements de bains, d'autres locaux plus ou moins vastes ou de simples pièces d'habitation.

### Époque carolingienne
L'origine moderne de la cité de Liège remonte quant à elle, au VIe siècle, lorsque Monulphe, évêque de Tongres qui se rendait de Dinant à Maastricht, s'arrêta dans un vallon où se trouvaient éparses quelques chaumières construites sur le bord d'un ruisseau appelé Légia. Surpris par le paysage pittoresque qu'il apercevait de toutes parts il s'écria : « C'est ici la place que Dieu a choisie pour le salut d'un grand nombre, c'est ici que doit s'élever plus tard une ville puissante ; nous y ferons nous-même bâtir un petit oratoire en l'honneur de saint Cosme et de saint Damien ».
Cette prédiction de l'évêque ne tarda pas à s'accomplir : nombreux furent les fidèles qui vinrent s'établir autour de la chapelle. Le nombre de ceux-ci s'accrut encore sous l'épiscopat de Lambert de Maastricht, car celui-ci se retirait souvent à Liège afin de s'y livrer à des exercices de piété. Et c'est là qu'il mourut, assassiné par le traître Dodon et ses complices. La nouvelle de ce crime se répandit dans tous les environs dont on accourut pour visiter les lieux du trépas. Le successeur de Lambert de Maastricht, Hubert de Liège y fixa sa résidence, et une église fut bâtie en honneur du martyr. Le bourg devint une ville, on l'entoura de murs épais (711) que l'on garnit de hautes tours pour en défendre les approches.
En 858, la crue de la Meuse est si importante qu'elle cause des naufrages des bateaux qui naviguaient sur elle ; la ville est soumise aux rivières d'une autre façon : l'Ourthe change de lit au cours du Moyen Âge. Les 34 moulins situés sur son ancien cours sont condamnés au chômage.

## Liège, ville féodale
« Liège doit Notger à Dieu et tout le reste à Notger. »
Quand Notger accède au poste d'évêque de Liège, en l'an 972, le cœur de Liège est constitué par le complexe de place Saint-Lambert avec la cathédrale et ses annexes, le palais, l'église Notre-Dame. Vers l'Est, la population s'est établie autour du marché. Au Nord-Ouest, l'évêque Richer, constatant la fixation de la population sur la rive gauche de la Légia, y avait fondé une église dédiée à Saint-Servais. Le Publémont était quant à lui occupé par la collégiale Saint-Martin et l'église Saint-Laurent, édifices inachevés à l'époque.

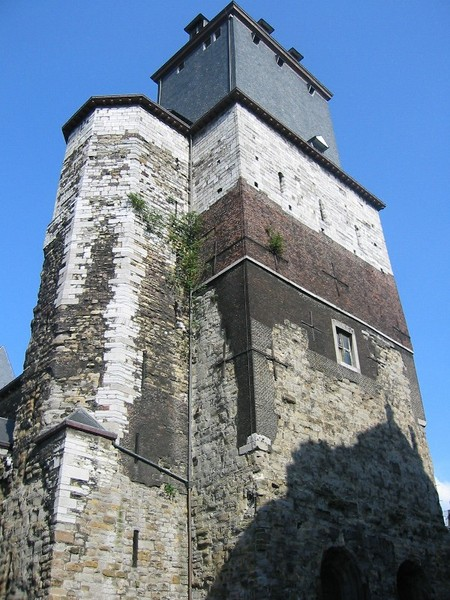
La Collégiale Saint-Denis

Pour Notger l'action principale à mener est de protéger la ville des menaces extérieures. C'est pourquoi il fait notamment bâtir la collégiale Sainte-Croix et une enceinte fortifiée englobant la ville. Une des caractéristiques du programme de Notger était d'offrir un système défensif intégré[précision nécessaire][réf. nécessaire]. Non loin de l'endroit où le bras secondaire de la Meuse rejoignait le bras principal, il fonda la collégiale Saint-Denis. L'évêque encourage le peuplement de l'Île en y achevant la construction de l'église Saint-Paul et en y élevant une autre collégiale, même si cette partie de la ville reste en dehors de l'enceinte fortifiée. Une autre priorité de l'évêque est de ramener le centre religieux dans la vallée ; pour ce faire il reconstruit avec une dimension supérieure la cathédrale et le palais épiscopal.
À partir du XIe siècle, Liège s'épanouit. Les successeurs de Notger, inspirés par son œuvre, suivent l'exemple : Baldéric fonde l'abbaye Saint-Jacques sur l'Île et la collégiale Saint-Barthélemy au Nord de la ville, Réginard achève l'établissement de l'église Saint-Laurent sur le Publémont.
Mais surtout Liège s'ouvre sur le monde. La route de France, actuelle rue Saint-Gilles, est reliée directement à la cité par le pont d'Avroy. La route d'Allemagne est accessible par la construction d'un ouvrage d'art remarquable : le pont des Arches. Liège, qui était déjà capitale d'un diocèse et d'une principauté, devient également une des capitales du savoir. De tous les coins de l'Europe on vient suivre l'enseignement des maîtres liégeois. Cet épanouissement est aussi perceptible dans les arts plastiques avec l'art mosan, ses œuvres d'orfèvrerie, ses manuscrits à miniatures, ses ivoires. Liège est alors appelé « Nouvelle Athènes ».
Plus tard la formation des paroisses va progressivement assembler les fils du tissu urbain, renforcer les groupements humains, établir entre eux des chaussées, des rues, des ruelles et des impasses. Le territoire de Liège est en fait réparti en 24 entités paroissiales dont 17 comprises dans l'enceinte notgérienne. Mais, dès 1071, la création de l'église de Saint-Remacle-au-Pont consacre la reconnaissance d'un secteur extra-muros. Ainsi naît le quartier d'Outremeuse.
Le 3 mai 1117, Liège est frappée par un violent séisme.
En 1212, Henri Ier, duc de Brabant, à la suite d'une querelle au sujet des Alleux de Moha et des Waleffes, profite de l'absence de l'évêque et de ses milices, pour investir la ville et la mettre à feu et à sang. Cet affront est sévèrement sanctionné l'année suivante à la bataille de Steppes où les troupes liégeoises triomphent des Brabançons. Cet épisode marque la première défaite dans l'histoire d'une armée féodale face à une armée dans laquelle on trouve, entre autres, des milices urbaines. L'exploitation de la houille commence à Liège dès cette époque et se poursuivra jusqu'au XXe siècle.
À l'instar des villes de la France, du Saint-Empire romain germanique, de l'Italie, l'explosion démographique qui éclate au XIIIe siècle déborde les fortifications primitives de Liège. C'est pourquoi de nouvelles enceintes sont construites début du XIIIe siècle.
La révolte d'août 1312 aboutit dans la nuit du 3 à l'exécution par le bûcher de 132 membres du patriciat urbain.
La paix de Fexhe, signée en 1316, aboutit à une participation du peuple dans la gestion de la cité par l'entremise des corporations de métiers. Des libertés démocratiques fondamentales sont acquises : inviolabilité du domicile, prohibition des arrestations arbitraires, proscription des tribunaux d'exception…

## Destruction de la ville
La volonté des ducs de Bourgogne est de créer un puissant état entre la France et l'Empire, ils rassemblent progressivement les Pays-Bas sous leur pouvoir. Seule la principauté de Liège, attachée profondément à ses libertés, refuse la tutelle bourguignonne. Au terme de violents affrontements, la ville est mise à feu et à sang en 1468 et sa population victime d'un terrible massacre, perpétré par Charles le Téméraire.
Le visage médiéval de la cité mosane disparaît irrémédiablement.

## La reconstruction

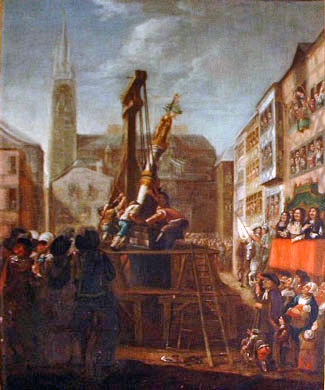
Le retour du Perron

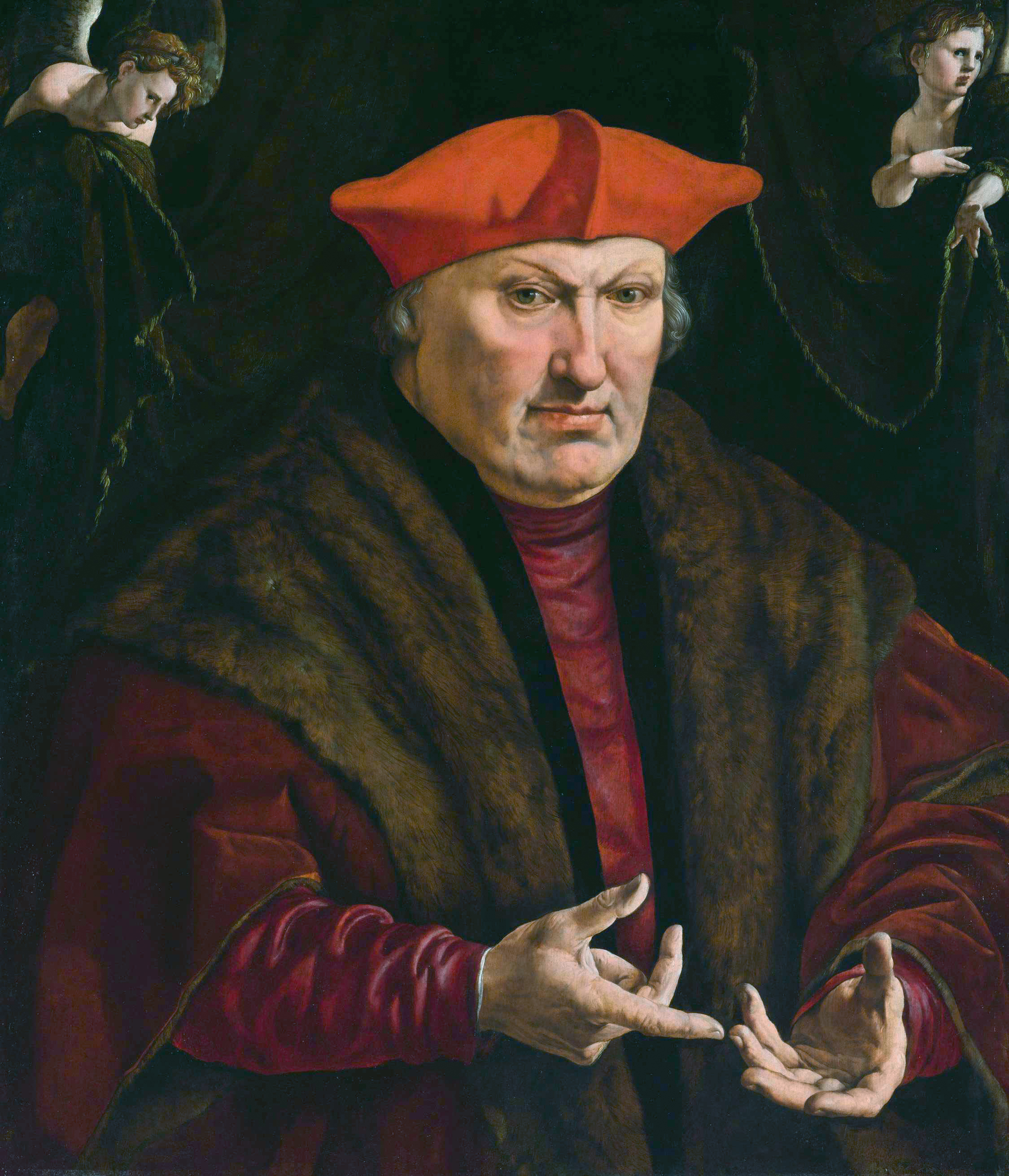
Érard de La Marck

Toute la ville est à reconstruire, seuls les édifices religieux ont été épargnés par les Bourguignons, bien que ceux-ci se soient souvent livrés à des pillages dans les églises et couvents.
Des édifices de plus en plus considérables par leurs proportions voient le jour. Ce sont des bâtiments à fonction publique et des maisons canoniales. Ces dernières abritent les dignitaires ecclésiastiques de la cathédrale et des sept collégiales. Rien n'est trop beau pour loger les membres de leur famille, les domestiques, le mobilier et les collections.
Avec Érard de La Marck qui fait sa Joyeuse Entrée en tant que prince-évêque de Liège, le 30 mai 1506 la paix et l'homme moderne pénètrent dans la Cité. Il fréquente les têtes couronnées et les humanistes les plus réputés. C'est au contact de ces personnalités très diverses, mais qui ont fait passer l'Europe du Moyen Âge à la Renaissance, qu'Érard de La Marck jette les bases d'un mécénat dont il fit avant tout profiter Liège et son pays. Sa première préoccupation fut de reconstruire le palais. Arnold van Mulchen, l'architecte de l'église Saint-Jacques, cherche une voie nouvelle ; encore inspiré par le gothique, il est attiré par les innovations venant de France et d'Italie. Une occasion exceptionnelle va lui permettre de donner toute la mesure de son talent. Le prince Érard de La Marck va lui confier la réalisation du palais épiscopal, entre 1526 et 1536. Philippe de Hurges, voyageur tournaisien, écrit en 1615 dans son récit de voyage : « le palais du prince Liégeois qui se void joignant saint Lambert est plus accomply que n'est le Louvre et que ne sont les Tuileries à Paris ».
L'extension de l'habitat établit une communication directe entre la ville et les faubourgs, mais elle est freinée, dans la partie Nord, par la présence des portes et des remparts. Dès que l'on passe Hocheporte, on se retrouve à la campagne, au milieu de fermes au toit de chaume. En revanche, l'industrie s'est installée sur certaines îles de la Meuse : une « fournaise où l'on fait le fer » occupait, depuis 1566, la moitié de l'îlot de la Boverie.
À la fin du XVIe siècle, les bonnes relations commerciales entretenues avec les Provinces-Unies permettent le développement de la clouterie liégeoise et de l'industrie de l'alun.
À la force économique d'un peuple conscient de ses droits et jaloux de ses libertés s'associe un nouveau pouvoir : celui du libéralisme, qui se forme et dessine peu à peu ses structures. Les industries nouvelles ayant pour bases le salpêtre, la poudre, le fer, trouvent une application extrêmement rémunératrice dans la fabrication des armes, des canons et des munitions. C'est ce qui va faire la fortune de celui qui représente, dans la principauté, la réussite exemplaire du grand capitalisme. Jean Curtius a laissé à Liège le symbole fastueux de sa puissance : le « palais » qui porte encore aujourd'hui son nom et qui constitue le spécimen le plus caractéristique de l'architecture privée liégeoise du début du XVIIe siècle.
Sur le plan artistique, le XVIIe siècle voit de nombreux artistes liégeois faire le voyage à Rome afin de parfaire leur formation. Dans la seconde moitié du siècle, le sculpteur Jean Del Cour s'illustre tout particulièrement dans la sculpture baroque. Ses œuvres publiques les plus connues sont  La Vierge à l'Enfant qui orne la fontaine du Vinâve d'Île et les Trois Grâces qui surplombent le perron liégeois. De plus, un secteur artistique connaît un éclat sans pareil : l'industrie du meuble liégeois.
À l'aube du XVIIIe siècle, le centre-ville et le palais municipal se voient détruits par l'armée française. En 1734, c'est le palais princier qui prend feu : une nouvelle façade est alors construite avec un fronton sur lequel on peut encore voir aujourd'hui les armoiries du prince-évêque Georges-Louis de Berghes. La paix règne et les artistes sont dans la lignée de ceux du siècle précédent.

## La révolution liégeoise

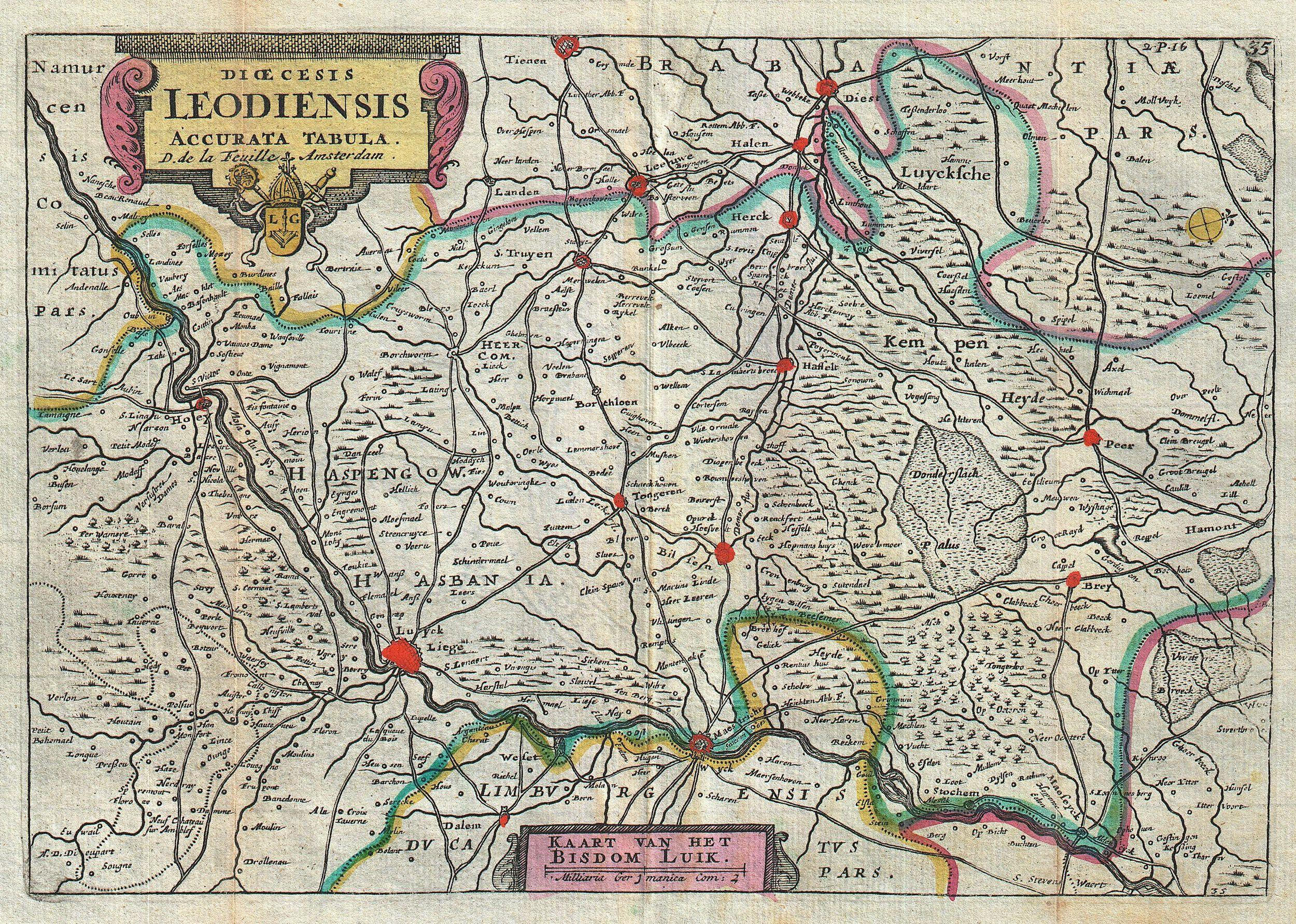
Carte du diocèse de Liège en 1747

De nombreux imprimeurs et éditeurs ont élu domicile à Liège pour éviter la censure française et diffuser les « Lumières ». À Liège, tous les événements français trouvent un écho immédiat, la prise de la Bastille détermine, le 18 août 1789 la révolution liégeoise qui amène à la création d'une république liégeoise. Après deux brèves restaurations du pouvoir épiscopal, Liège accueille avec chaleur les troupes françaises qui libèrent le territoire de la Principauté (une première fois le 28 novembre 1792). Celle-ci disparaît avec le rattachement à la France, le 1er octobre 1795 : huit cent quinze ans d'histoire viennent de se clore. Malgré le Concordat de 1801, beaucoup d'églises sont détruites, alors que d'autres sont sauvées d'extrême justesse comme l'église Saint-Jacques. Mais la plus grosse perte pour Liège est indiscutablement la démolition de la prestigieuse cathédrale Saint-Lambert à partir de 1793 à la suite des démarches du peintre Léonard de France, fervent républicain. Ces trésors de l'art seront revendus au profit de la République. Ainsi disparaissait celle qui, au Moyen Âge, était considérée comme la splendeur de l'Occident. Elle ne renaîtra jamais de ses cendres et laisse un trou de mémoire au milieu de la ville. Le régime français passe, le royaume uni des Pays-Bas lui succède et, avec lui Liège entre définitivement dans l'ère industrielle. Cette révolution va entraîner une réorganisation importante du tissu urbain.

## La révolution industrielle
L'essor économique dont bénéficie le bassin liégeois à partir de l'époque du royaume uni des Pays-Bas a, sur les travaux publics, des répercussions immédiates qui se prolongeront jusqu'à la grande crise de 1929-1930. On cherche d'abord à gagner du terrain à bâtir en comblant les biefs et rivelettes de la Meuse qui sillonnent le cœur de la ville. Sur la rive droite, on assiste à la même victoire du sol à bâtir dans les quartiers des Vennes et de Fétinne. Mais la décision la plus importante concerne l'affectation de l'espace laissé vide par la destruction de la cathédrale. On décide d'y construire une place. Celle-ci voit le jour en 1827 et devint petit à petit la plaque tournante d'un trafic important et le point de concentration d'un commerce très actif. Au Nord, la façade de l'ancien palais des Princes-Évêques ferme avec solennité le nouvel espace. Il faut cependant attendre 1885, date de la construction du Grand Bazar, pour équilibrer cet imposant vis-à-vis. La rectification du bras principal de la Meuse entraîne, d'autre part, des modifications fondamentales dans l'île située devant l'ancienne abbaye Saint-Jacques, plus connue sous le nom d'Île du Commerce, futur quartier des Terrasses. La conquête de cette plaine se fait progressivement : établissement de bassins pour la navigation, qui survivent une vingtaine d'années, puis peuplement systématique de toute la superficie, construction de maisons bourgeoises, installation du conservatoire de musique (1887), aménagement des terrasses. Dès 1844, le canal de la Sauvenière est voûté. De ces travaux naît le boulevard de la Sauvenière, qui trouve sa continuation dans le boulevard d'Avroy. La gare des Guillemins est créée en 1842 dans un espace encore vert.
La présence de la gare provoque le développement d'un nouveau quartier, sillonné par de grandes artères. À mi-parcours de la rue Louvrex, un jardin botanique apporte la fraîcheur de ses ombrages. Sur la rive gauche, les transformations ne sont pas moins importantes. À son tour la gare de Longdoz, qui assure depuis 1861 la liaison ferroviaire avec Maastricht, détermine l'extension d'un quartier commerçant et industriel. Le quartier de l'Est est radicalement transformé par la création de la dérivation de la Meuse, depuis Fétinne et la ville est entourée d'une nouvelle ceinture fortifiée en 1880.

## LeXXesiècle

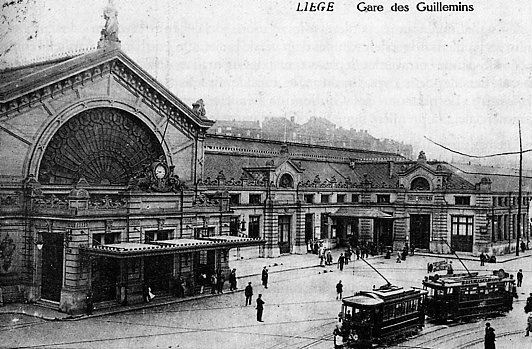
La gare de Liège en 1905

L'exposition universelle de 1905 se déroule à Liège, dans le quartier de la Boverie avec la construction du pont de Fragnée.
Grâce à sa ceinture fortifiée, Liège joue un rôle important en retardant l'invasion allemande en 1914. Cette action héroïque se verra d'ailleurs récompensée en 1919 avec la remise de la Légion d'honneur à la ville de Liège par la France.
L'année 1926 est celle de la dernière grande inondation de Liège ; pour enrayer le phénomène, des berges sont construites le long de la Meuse et l'association intercommunale pour le démergement et l'épuration est créée en 1928.
En 1939, c'est l'exposition internationale de l'eau à l'Île Monsin. Cette dernière exposition se voit clôturée prématurément après quelques mois en raison des événements internationaux. À partir de 1940, la ville est à nouveau occupée par l'armée allemande. C'est l'armée américaine qui libère Liège en septembre 1944. Commence alors la période la plus néfaste de cette guerre pour la ville, avec les destructions causées par les bombes volantes V1 et V2 allemandes.
La seconde moitié de ce siècle est plus calme et plus prospère grâce à l'entrée de la Belgique dans le Benelux puis dans l'Union européenne.
Dans les années 1970, ce sont des quartiers anciens entiers qui disparaissent sous l'action des pelleteuses, afin d'y reconstruire dans un style moderniste très à la mode et de répondre à un besoin de mobilité de plus en plus intense.
Le palais des Princes-Évêques accueille dorénavant le gouverneur de la province de Liège, une partie de son administration, ainsi que les services du ministère de la Justice. La présence d'un évêché perpétue la tradition religieuse de la ville.

## Et après?
À l'aube du troisième millénaire, Liège cherche à renouer avec son passé prestigieux et tente de redevenir un lieu de passage incontournable dans toute l'Europe. Située à un carrefour autoroutier européen important reliant Bruxelles, Anvers, Luxembourg, Maastricht, Rotterdam, Aix-la-Chapelle, Cologne, Strasbourg, Paris… Liège possède également un aéroport international, le deuxième port fluvial d'Europe et une nouvelle gare TGV. Liège dispose de parcs scientifiques (tel que Liège Science Park) qui regroupent des entreprises ouvrant dans les secteurs de pointe tels que l'aérospatiale, l'agro-alimentaire, la biotechnologie, l'informatique… Le secteur de la métallurgie avec Cockerill-Sambre occupe une grande part de la main-d'œuvre liégeoise. Liège accueille également le siège de plusieurs institutions économiques de la Région wallonne. L'université est fréquentée par 17 000 étudiants et les établissements supérieurs par 10 000 étudiants.